# Syngonanthus heterotrichus
Syngonanthus heterotrichus är en gräsväxtart som beskrevs av Silveira. Syngonanthus heterotrichus ingår i släktet Syngonanthus och familjen Eriocaulaceae. Inga underarter finns listade i Catalogue of Life.